# Каньи, Умберто
Умберто Каньи (итал. Umberto Cagni; 24 февраля 1863, Асти — 22 апреля 1932, Генуя) — полярный исследователь и адмирал королевского итальянского флота, принял участие в экспедиции герцога Абруццкого к Северному полюсу, возглавил отряд пытавшийся достичь северного полюса на собачьих упряжках. Попытка потерпела неудачу, но Каньи и его товарищи продвинулись на север дальше, чем кто-либо до этого времени.

## Биография
Каньи родился в 1863, королевство Италия (провозглашённое двумя годами раньше в ходе Рисорджименто) в то время бурно развивалось. Благодаря родственным связям отца, пьемонтского генерала, молодой Каньи поступил на обучение в итальянский флот в качестве будущего офицера. В 1881 он был назначен энсайном.
Каньи продолжал продвигаться по службе. В 1889 он был капитаном флота и близким помощником племянника короля — принца Луиджи Амедео, опытного альпиниста. Собрав группу из 20 итальянцев и норвежцев, герцог 12 июня 1899 отплыл из Христиании на недавно открытую землю Франца-Иосифа через Архангельск. На русском Севере Каньи и Луиджи Амедео приобрели собачьи упряжки, которым предстояло стать ключевым элементом экспедиции. 12 июля судно ушло из Архангельска на север, членам экспедиции предстояло основать базу для зимовки на земле Франца-Иосифа, чтобы оттуда сделать рывок для достижения Северного полюса.
Хотя база была основана зимой 1899—1900, появились проблемы. Экспедиционное судно было частично разрушено полярными льдами, глава экспедиции Луиджи Амедео отморозил два пальца и экспедиционный врач вынужден был их ампутировать. Искалеченный лидер был объявлен неспособным возглавить бросок к полюсу. Луиджи Амедео возложил командование санной партией на Каньи. 11 марта 1900 партия отправилась с земли Франца-Иосифа. В ходе трёхмесячного марша собаки тянули еду и прочее.
Преодолев большие трудности (погибли три человека из вспомогательной партии) четверо полярников из партии Каньи осознали, что Северного полюса им не достичь. Единственный выход остался в том, чтобы пройти на север как можно дальше, установить флаг и повернуть назад с количеством пищи, которой едва хватило бы для возвращения. 25 апреля путешественники достигли точки с координатами 86°33′49″ с. ш. 65°00′00″ в. д., которая находилась в 35 км (20 морских миль) севернее точки, достигнутой Нансеном и Йохансеном. К тому времени это была самая дальняя точка на севере, достигнутая человеком.
Достигнув этой точки, Каньи и три его спутника вступили в борьбу за собственное выживание. Бросая почти всё оставшееся снаряжение и ночуя все вместе в обычной палатке, четверо полярников 23 июня достигли земли Франца-Иосифа (на 12 дней позже прогнозируемого крайнего срока выживания). Путешественники вернулись в Италию с триумфом, подвигом Каньи восхищались многие выдающиеся личности, в частности, писатель Габриеле д’Аннунцио.
Закончив поход Каньи вернулся к службе в ВМС Италии, участвовал в Триполитанской войне 1911—1912 годов, в Первой мировой войне, ушёл в отставку в 1923 в чине адмирала и получил назначение в итальянский сенат. После отставки Каньи прожил 9 лет, умер в 1932 году и похоронен на своей родине в Асти, где до сих пор отмечается его память.

## Память
- В Италии во многих городах его именем названы улицы.
- В ВМС Италии целый класс подводных лодок носит имя «Адмирал Каньи».
- Его именем названа в 1953 году бухта на южном побережье острова Джексона.